# Joan Massagué i Vilarrúbias
Joan Massagué i Vilarrúbias (Sabadell, 1833 - 28 d'abril de 1901) fou alcalde de Sabadell.
Acabada l'escola primària, Joan Massagué va seguir estudis de teoria tèxtil, però aviat els abandonà, en sentir-se inclinat cap a l'activitat política. Va ser designat alcalde en tres ocasions, la darrera de les quals, del 29 de març al 28 d'abril del 1901, data que es va morir. Durant la seva etapa a l'alcaldia, dugué a terme diverses reformes urbanístiques. Col·laborà en la construcció de l'església de la Puríssima i del santuari de la Salut. Va presidir la Caixa d'Estalvis de Sabadell els anys 1890, 1891 i 1901.
El 1901, l'Ajuntament de Sabadell va donar el nom de Massagué al tram de carretera de Manresa que anava de la plaça de l'Àngel al carrer de Vilarrúbias.